# Лаґ ба-Омер
ЛаҐ ба-Омер (івр. לַ״ג בָּעוֹמֶר) — єврейське свято єдності та добра. Відзначається в 33-й день від Песаху до Шавуоту, під час відліку омера, припадає на 18 Іяра за єврейським календарем, за григоріанським календарем, зазвичай, припадає на травень. Це радісне свято, в яке скасовуються всі обмежуючі заповіді жалоби, що застосовуються напротязі 49 днів Відліку Омера. Традиційно влаштовують пікніки біля вогнища, через яке стрибають та займаються лучництвом.
Згідно з деякими Рішонім (період XI—XV ст.), це день, коли чума, яка вбила 24'000 учнів Рабі Аківи, закінчилася, тому з цієї причини в ЛаҐ ба-Омер у багатьох громадах завершується, а в деяких лише на це свято припиняється траурний період Відліку Омеру (у цей час не одружуються, не стрижуть волосся та нігті, не танцюють, не слухають та не грають музику).
Крім того, у сучасному Ізраїлі це свято в тому числі служить на згадку про повстання Бар-Кохби проти Римської імперії, що також дає євреям привід святкувати свято; лідером цього повстання став Бар-Кохба, особливо після того як Рабі Аківа оголосив його очікуваним Месією. Саме тому розпалювання багать виглядає логічним, оскільки в давнину сигнальні багаття часто використовувалися на війнах.
Згідно із каббалою, це день роковин смерті, на івриті Йом Гілула (יום הילולא), на їдиші Йорцайт (יאָרצײַט), рабина Шимона Бар Йохая, він був найбільшим ученем Рабі Аківи, а також автором книги Зогар, він сам просив учнів, щоб у день його роковин, вони влаштовували свято. У день його смерті над тілом постав стовп вогню, що здіймався до неба  — саме від цього пішла традиція запалювати вогнища. Відповідно до традиції пізнього середньовіччя, РаШБІ похований у Мероні, і ця асоціація породила декілька добре відомих звичаїв та традицій на Лаґ ба-Омер, включно з розпалюванням багать і паломництво до Мерону. Рабі Шимон бар-Йохай вчив своїх послідовників любові один до одного і єдності в Бозі. Мета життя, згідно з його вченням, полягала в подоланні тілесних обмежень і розумінні духовного існування.
Єврейські мудреці вчать, що причиною хвороби, що вразила учнів Рабі Аківи, стали чвари і відсутність заповіданої Торою братерської любові між ними. Епідемія припинилася, коли учні Рабі усвідомили свою помилку і покаялися.

## Етимологія
ЛаҐ ба-Омер на івриті означає «33-й день Омеру». Івритська літера ל (ламед, звук Л) має числове значення 30, а ג (ґімель, звук Ґ) має числове значення 3 відповідно до Гематрії, разом складають число 33 = ל+ג. Голосний звук додається для вимови.
Дехто називає це свято ЛаҐ ла-Омер, де прийменник לְ (ле-) вказує на напрям (в, до, на), час (на), ціль (для) або приналежність (у когось), що значить «33-й день Омера», на відміну від ЛаҐ ба-Омер, де прийменник בְּ (бе-) означає місце (де?), час (коли?) або образ дії (як?), «33-й день Омеру». 
ЛаҐ ба-Омер є традиційною назвою для ашкеназі та хасидів, ЛаҐ ла-Омер це назва, яку використовують сефарди.
ЛаҐ ла-Омер — назва, яку використовував Йосеф Каро (сефард) у своєму Шулхан Арух (Орах Хаїм 493:2, і порівн. 489:1, де ба-Омер вставлено Моше Ісерлесом).

## Історія

##### У рабинській літературі
ЛаҐ ба-Омер не згадується в Мішні чи Гемарі, але стародавній звичай у Франції та Провансі полягав у тому, щоб припинити траурні звичаї Відліку Омеру на це свято, та зробити його днем радості. 
Перша згадка про ЛаҐ ба-Омер як день радості міститься в Каїрській Генізі. І з'являється під іменем Раббі Йосеф бен Йосеф Арбуні в праці Моше бен Авраама Асрі з Махдії, написаній приблизно в 1150 році.
Звичай припинення жалоби вперше згадується в книзі «Лідер» рабина Авраама бен Натана аль-Ярхі, написаної на початку XIII століття . Який цитує рабина Зархію Галеві:
| | У Франції та в провінціях є звичай збиратися від ЛаҐ ба-Омер і далі. І я почув від імені рабина Захарія Галеві, покійного з Жиронди, що він знайшов, що в старій книзі, яка прийшла з Іспанії, написано, що ті, хто помер від Песаху до розпуску зборів, були розпущені. І май Пурса Пелага, відповідно до нашої традиції, ми запитуємо в законах Песаху, що 30-й день перед Песахом і 15-й день після Пелаги, і 15-й день перед зборами, це Лаґ ба-Омер. |
| — Авраам бен Натан, га-Ярхі, 1155-1215, Книга Лідер, на веб-сайті Hebrewbooks, https://www.hebrewbooks.org/pdfpager.aspx?req=8912&pgnum=144 | |

Цей розрахунок, очевидно, є хибним, оскільки половина місяця перед Шавуотом — це 20-е число Іяра. Раббі Єгошуа ібн Шуаіб (початок XIV ст.) посилається на це у своїх проповідях. Він вважає, що 15 днів слід відняти від 49 днів Відліку Омеру, а не від свята Шавуот, щоб траурні звичаї закінчувалися 19-го іяра. Згідно з цим повір'ям, ЛаҐ ба-Омер (18 іяра) фактично знаменує останній день жалоби.
У книзі Орхот Хаїм рабина Аарона ГаКоена з Люнелю (початок XIV ст.) згадується звичай ЛаҐ ба-Омер, який відкидається. Його сучасник, рабин Менахем га-Мейрі, протиставляє цю традицію традиції Гаонів. Перша ашкеназька згадка про ЛаҐ ба-Омер з’являється в книзі Аві Хазрі рабина Еліезера бен-Йоеля га-Леві.
Пізніше Яків бен Моше Леві Моелін припустив виправданням звичаю радіти в день 33 числа, таким чином є спроба узгодити звичай із талмудичною версією, згідно з якою учні рабина Аківи помирали протягом періоду від Песаха до Шавуоту. За його словами, ніхто не помер від чуми ні в шабати, ні у свята, ні в перші дні місяця, так що дні чуми склали 32 дні. Тому, на його думку, відраховують 32 дні, а потім «роблять наступний день днем радості в пам’яті». Однак цей розрахунок також, очевидно, базується на неправильному підрахунку цих днів.
Тому походження припинення траурних звичаїв на ЛаҐ ба-Омер оповите таємницею. 
Встановлення (XI ст. чи XII ст.), стало можливим завдяки однаковості підрахунку Омеру та можливості пов’язати дату 18 Іяра з  ЛаҐ ба-Омером.
Гатам Софер писав, що згідно з Мідрашем, в цей день манна почала сходити. Це твердження, яке суперечить іншим традиціям щодо дати зішестя манни, ймовірно, виникло через його опозицію до святкування РаШБІ.

##### У дослідницькій літературі
18 Іяра, на який випав ЛаҐ ба-Омер, був визначним днем для галілейських євреїв з кількох причин:
- Піст Єшуа Навина: у першому тисячолітті християнської ери було прийнято постити в пам'ять про Єшуа Навина 18 іяра.
- Землетрус: ця дата згадується в різних джерелах у контексті землетрусу, минулого чи майбутнього. Причиною цього зв’язку є землетрус, який стався 18 іяра 363 року і, можливо, зруйнував спробу Юліана побудувати Храм.
- Будівництво храмів . Цілком можливо, що будівництво храму Юліана почалося 18 іяра. Це призвело до гіпотези, що перші храми, побудовані в місяці Іяр, також були побудовані в цей день.

Ельханан Райнер припустив, що дата ЛаҐ ба-Омеру походить від ізраїльської традиції посту на честь смерті Єгошуа бен Нуна 18 іяра, яку привезли до Європи паломники того ж періоду, доки цю дату помилково не пов’язали з припиненням смерті учнів рабина Аківи та припиненням жалоби. Сімха Емануель відхилив цей варіант з кількох причин: 
1. Піст Єшуа Навина є одним із стародавнього списку постів, відомих у Європі. Немає жодних причин для встановлення цього конкретного дня.
2. 18 іяра в землі Ізраїлю був днем жалоби, а не днем радості, і навряд чи паломники були настільки неправі, передаючи інформацію.
3. В літературі про паломників того періоду немає свідчень про якесь особливе дотримання 18-го іяра, яке практикувалося в землі Ізраїлю.

Тому, стверджує Сімха Емануель, здається, що поява ЛаҐ ба-Омеру у письмовій формі в XIII столітті базується на більш ранній традиції, яка до того часу зберігалася в усній формі.

##### Рабин Шимон Бар Йохай
Перше джерело для паломництва до могили РаШБІ, як основного пункту призначення на ЛаҐ ба-Омер датується XVI століттям. У книзі рабина Хаїма Віталя, учня Арі, вказано, що це день, коли РаШБІ був висвячений (в рабини), а за однією з версій його слів, це також день, коли він помер.
Згідно з Ідра Зута в Зоарі , раббі Шимон відкрив своїм учням на смертному одрі деякі таємниці Каббали, але там не зазначено, що це було зроблено на ЛаҐ ба-Омер. Рабини та вчені, починаючи з Хідди , стверджують, що походження твердження про те, що РаШБІ помер на ЛаҐ ба-Омер, є помилкою при копіюванні, в якій слово «Сімхат» (і його абревіатура «Шем») було розшифровано як слово «Шемет».І справді, це день «радості» РаШБІ, тобто день, коли раббі Аківі було довірено викладати серед п’яти «наших рабинів півдня» ( Трактат Євамот 72б).
Ідеї, що лежать в основі святкування РаШБІ, поширилися в Ізраїлі та в діаспорі, надавши значення донині. Образ РаШБІ на ЛаҐ ба-Омер містить кабалістичну мудрість, наче поруч праведник, що захищає, лікує і благословляє. Його образ праведника, який поширює свій захист на ЛаҐ ба-Омер, спонукав відвідувати його могилу та запалювати свічки в пам’ять про багатьох інших праведників в Ізраїлі та діаспорі.

##### Роль жінки в історії ЛаҐ ба-Омеру
Цікаво, що важливу роль в історії ЛаҐ ба-Омеру виконує й жінка Рахель – дружина рабі Аківи.
З історії відомо, що раббі Аківа 40 років служив у багатія Калба Савуа і не тільки не вивчав Тору, але й не вмів читати. Та коли Аківа полюбив Рахель, дочку свого господаря, та поставила умову: вони зможуть одружитися тільки в тому випадку, якщо він сам стане вивчати Тору. Раббі Аківа погодився. Він почав з вивчення алфавіту. 24 роки він не переривав навчання ні на один день. Весь цей час Рахель чекала, поки Аківа повернеться із Явне та працювала, заробляючи на життя та навчання.
Так, завдяки Рахелі, раббі Аківа почав вивчати Тору та став одним із найбільших її знавців. Сам він  казав своїм учням так:
 “Вся Тора, яка у мене є, – належить моїй дружині”

## Звичаї та традиції
Хоч й Відлік Омеру є періодом трауру, усі його обмеження в ашкеназів скасовуються на 33-й день Омера, в той час як за звичаєм сефардів траур припиняється наступного дня, а вже саме святкування дозволено на 34-й день Омера, ЛаҐ ба-Омер. Це обумовлено тим, що сефардські євреї вважають, що в ЛаҐ ба-Омер та жахлива епідемія чуми все-таки забрала ще декілька життів, і саме тому не стрижуться до початку наступного дня, 34-го дня Омеру; На відміну від перших, в ашкеназських євреїв прийнято вважати, що ЛаҐ ба-Омер був лише коротким перепочинком, який дала та страшна епідемія, після чого вона знов відновилася, вже з новою силою, продовжуючи забирати життя учнів Рабі Аківи аж до рош-ходеш місяця сиван. Тому ашкеназькі євреї і після  ЛаҐ ба-Омеру продовжують дотримуватися жалоби — до першого сивану.

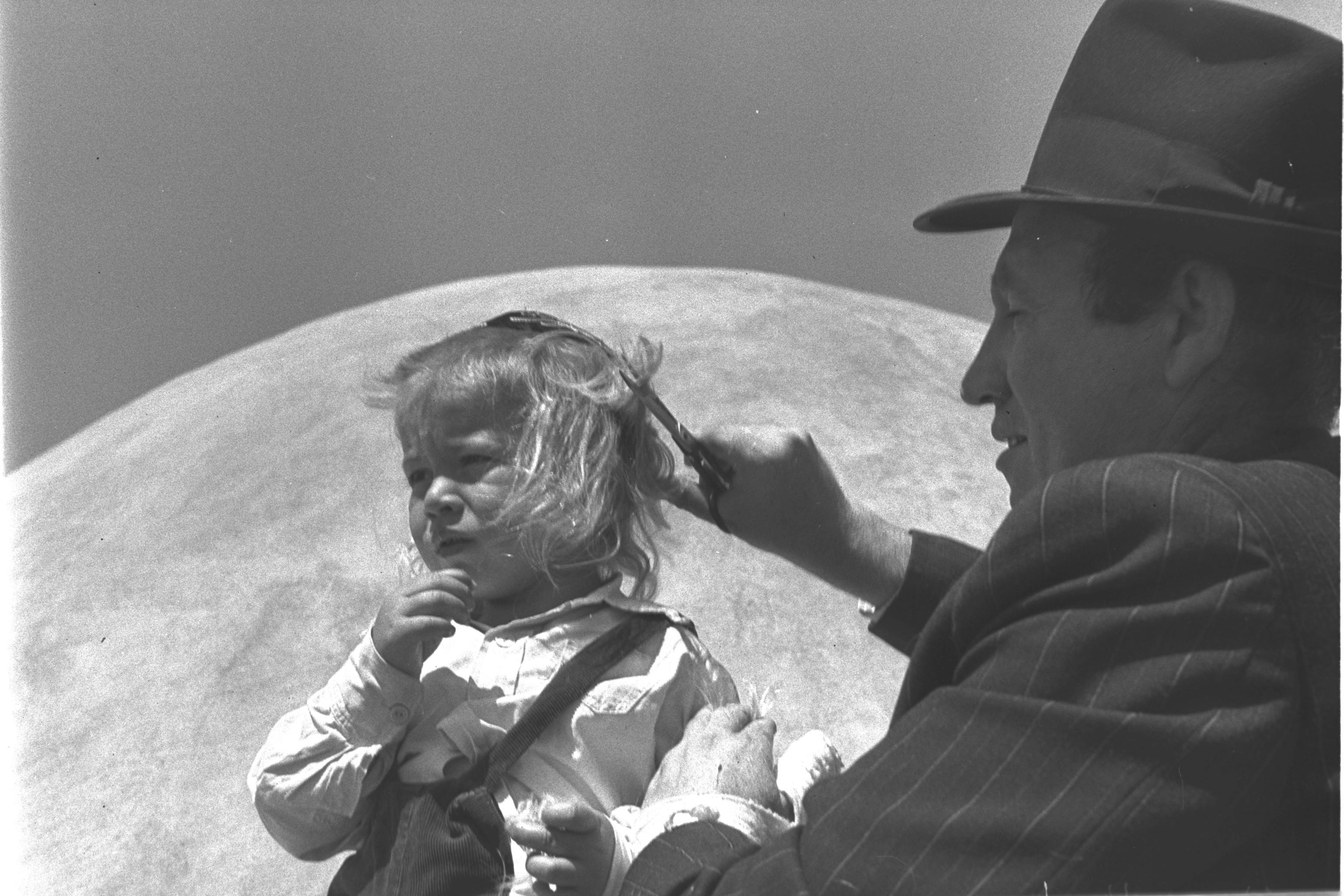
ЛаҐ ба-Омер на горі Мерон у Галілеї, обряд Опшерніш.5 травня 1957.

Як наслідок, весілля, вечірки, прослуховування музики та стрижки зазвичай заплановані на свято ЛаҐ ба-Омер серед ашкеназі, тоді як сефарди проводять весілля наступного дня.  В основному серед хасидів прийнято, що трирічних хлопчиків стрижуть вперше (опшерніш ). Хоча постригтися можна де завгодно, якщо це можливо, ця подія традиційно проводиться на могилі Рабина Шимона бар Йохая в Мероні, або на єрусалимській могилі Шимона Гацадіка для тих, хто не може поїхати до Мерону.
Безліч людей відвідує цього дня гору Мерон в Ізраїлі, де розташована могила великого мудреця раббі Шимона Бар Йохая (Рашбі), сім'ями їздять на пікніки та прогулянки. Діти разом із вчителями (ізраїльскі та єврейські школи) виходять на поле з луками та стрілами (для безпеки з гумовими площиками).
Таханун, молитва про особливе Божественне милосердя від свого імені, не читається в світкові дні, включаючи ЛаҐ ба-Омер;  коли Бог показує комусь «усміхнене обличчя» (веселку), так би мовити, як Він робить особливо у свята, немає потреби просити особливого милосердя.

### Багаття

#### Релігійний погляд
Найвідомішим звичаєм ЛаҐ ба-Омер є розпалювання багать. Цей звичай можливо походить від того, що символізує «духовне світло», яке приніс у світ Шимон бен Йохай.  Припускається зв’язок між багаттями ЛаҐ ба-Омер і святами Першого травня та Белтейну, які відзначаються деякими європейськими культурами приблизно на півдорозі між весняним рівноденням та літнім сонцестоянням 1 травня, в них також традиційно є великі багаття. У Німеччині не є рідкістю побачити, як сільські чоловіки виходять у ліс, щоб стріляти в демонів на Перше травня, подібно до того, як лук і стріли використовуються на ЛаҐ ба-Омер.
По всьому світу на святкування збираються вночі та вдень у добу ЛаҐ ба-Омеру, щоб запалити багаття. Велике святкування відбувається біля могили Рабина Шимона бар Йохая та його сина рабі Еліезара в Мероні, де сотні тисяч людей, зазвичай святкують багаттями, факелами, піснями, танцями та бенкетами. 
У 1983 році рабин Леві Іцхак Горовіц із Бостона відновив столітню традицію серед своїх хасидів запалювати багаття на могилі рабина Аківи в Тиверіаді в ніч ЛаҐ ба-Омерц. Традиція була залишена через напади на учасників святкування. Після багаття Ребе виголосив діврей Тору (розмова на теми, що загалом стосуються щотижневої частини Тори, яка дає життєвий урок, підкріплений уривками з таких текстів, як Талмуд, Мідраш або новіших книг), благословив і роздав шираїм (їжа від Ребе). Пізніше тієї ж ночі Ребе постриг трирічних хлопчиків для їхнього обряду - опшерніш. 
Протягом багатьох років нью-йоркський рабин Аарон Тейтельбаум з Сатмару (группа хасидів з Сату-Маре) не рекомендував розпалювати багаття, кажучи, що не прийнято розпалювати їх за межами землі Ізраїлю. Однак, коли його батько, рабин Моше Тейтельбаум, доручив йому організувати велике багаття в сатмарському анклаві Кір’яс Джоель, з’явилися десятки тисяч людей.

#### Сіоністський погляд
Для сіоністів багаття символізують сигнальні вогнища, які повстанці Бар-Кохби запалили на вершинах гір, щоб передати повідомлення, також багаття є пам’яттю про повстання Бар-Кохби проти римлян, які заборонили розпалювати вогонь, який сигналізував про початок єврейських свят.

### Лук і стріли

#### Релігійний погляд
Історично склалося так, що діти по всьому Ізраїлю виходили на вулицю і гралися з луками та стрілами, що відображає твердження Мідраши про те, що веселка (знак Божої обіцянки більше ніколи не знищити землю потопом; Буття 9:11–13) не була помічена за життя Бар Йохая, оскільки його заслуги захистили світ. 

#### Сіоністський погляд
В Ізраїлі ЛаҐ ба-Омер є святом для дітей та різних молодіжних рухів. Його також відзначають в Армії оборони Ізраїлю як тиждень програми Gadna (молодіжні бригади), які були створені під час ЛаҐ ба-Омеру у 1941 році і мають емблему лука та стріл. 

ЛаҐ ба-Омер парад. Бруклін, Нью-Йорк, США, 1987 – на вулиці перед 770 (головна синагога ХаБаД)

### Паради
Любавицький ребе, рабин Менахем Мендел Шнеєрсон, заохочував проведення парадів на свято ЛаҐ ба-Омер у єврейських громадах по всьому світу, як демонстрацію єврейської єдності та гордості. ХаБаД щороку спонсорує паради, святкування, багаття та барбекю для тисяч учасників по всьому світу. 

### Пісні
У багатьох синагогах прийнято співати піютім на ЛаҐ ба-Омер, а в деяких громадах, ці піютім співають ще у Шабат перед цим святом.
Декілька традиційних пісень пов'язані зі святом (їх співають біля багать, на весіллях і на тишенах (застілля з повчанням від Ребе), які проводять хасидські ребе на ЛаҐ ба-Омер. Популярна пісня «Бар Йохай» була створена рабином Шимоном Лаві, каббалістом XVI століття  в місті Тріполі, на честь Шимона Бар Йохая. Інші святкові пісні також включають «ואמרתם כה לחי» (ве-амартем ко лехай) — алфавітний акровірш, та «אָמַר רַבִּי עֲקִיבָא» (амар Раббі Аківа). В Ізраїлі також співають пісню приурочину Бар-Кохбі — «בר-כוכבא». 

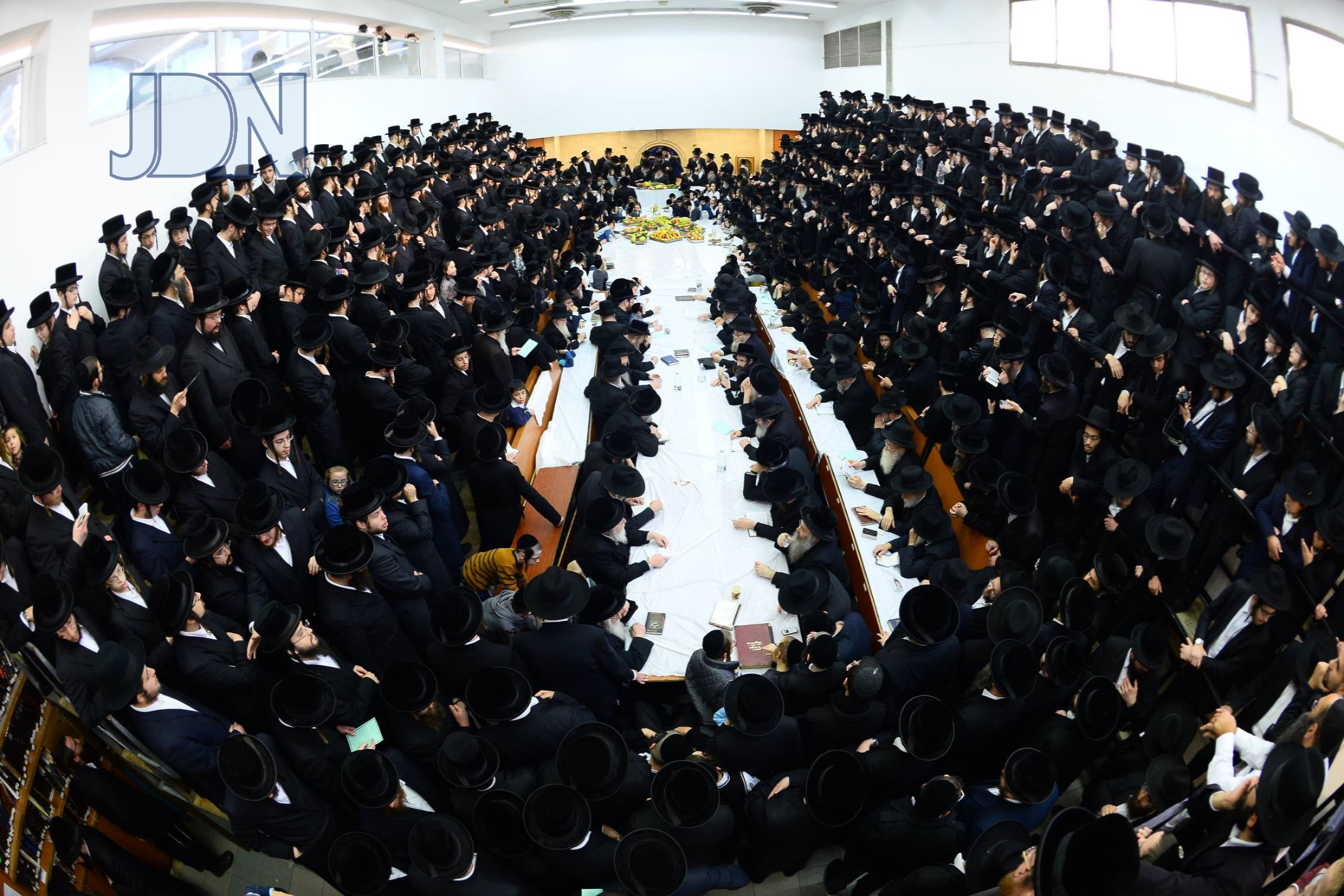
Тиш у Надворна (хасидська династія)

### Тиш(трапеза з навчанням)
Більшість хасидських ребе проводять тиш (святкове зібрання євреїв-хасидів навколо свого рабина або «Ребе») на ЛаҐ ба-Омер, на додаток до, або замість, багаття. Зазвичай подають повну трапезу, запалюють свічки та співають традиційні пісні. Серед сатмарських хасидів на додаток до інших пісень  на тиші співається «Цама леха нафші». Вчення рабина Шимона Бар Йохая, як з Талмуду, так і з Зоару, зазвичай пояснюються Рабинами чи Ребе на їхніх тишах. У деяких хасидських дворах під час тишу, сам Ребе може стріляти з іграшкового лука та стріл, також він може провести обряд Опшерніш.

### В еміграції
Є звичай запалювати свічки в пам'ять про РаШБІ та інших цадиків, а пізніше навіть про Герцеля, можна знайти в сефардських громадах Аргентини, Бразилії, Персії, Аравії, Індії та Ізраїлю. Євреї Магрибу, особливо в Марокко, були тими, хто найбільше прийняв святкування ЛаҐ ба-Омер, як частину поклоніння святим, яке було там під мусульманським впливом. Євреї-ашкеназі, навпаки, навряд чи сприйняли таке явище, як відмову від ідеї Хатама Софера радіти в день роковин смерті.
В усьому Магрибі були святкування на могилах великих рабинів або шедарімів (посланці в єврейські громади поза Ізраїлем) на ЛаҐ ба-Омер. Іноді виникали суперечки між євреями та представниками інших релігій про те, кому належать могили. У деяких випадках це печери, в яких ім'я праведника невідоме, наприклад «Баал Азро», «Баал Хаар» і «Сім синів Заміру», гробниці семи невідомих праведників, чию святість поділяють іудеї та мусульмани.
В останні покоління освітлення вівтаря в Марокко здійснювалося релігійними організаціями, такими як «Кадіша» і «Товариство рабина Шимона Бар Йохая». Він проводився у спеціально відведеній кімнаті, міцвою запалюванням свічок. Є також традиція стрибків ччерез багаття, танців у вогні та гойдання дітей над вогнем.

## Дати
- 2027: з вечора 24 травня на 25 травня (до вечора)
- 2026: з вечора 4 травня на 5 травня (до вечора)
- 2025: з вечора 15 травня на 16 травня (до вечора)
- 2024: з вечора 25 травня на 26 травня (до вечора)
- 2023: з вечора 8 травня на 9 травня (до вечора)
- 2022: з вечора 18 травня на 19 травня (до вечора)
- 2021: з вечора 29 квітня на 30 квітня (до вечора)